# Crash!
Crash! è una canzone eseguita dai Propellerheads e pubblicata come singolo nel 1998. Si tratta di una cover rielaborata in stile big beat del brano At the Sign of the Swinging Cymbal (meglio conosciuto come sigla del programma radiofonico Pick of the Pops della BBC) dei Brass Incorporated. In seguito il singolo venne inserito nell'album Extended Play (1998). La canzone, e soprattutto il suo celebre video, oltre ad ottenere un notevole successo in tutta Europa, diventò la sigla del programma della BBC Radio 1 Official Chart Show dal 1998 al 2002. Nel 1999 la canzone è stata inserita nella colonna sonora del film Austin Powers - La spia che ci provava.

## Video
Tutto il video si svolge all'interno della cucina di un appartamento, presumibilmente la mattina presto. Vediamo i membri del gruppo Will White e Alex Gifford seduti intorno ad un tavolo intenti a fare colazione insieme a Elvis Presley (il sosia Leyton Sommers) in vestaglia, basette e occhialoni fumè. Ad un certo punto White esce dalla stanza e lascia soli Elvis e Gifford. I due si fanno una spremuta, preparano dei toast, cercano inutilmente di uccidere una mosca, il tutto sempre a tempo di musica e in maniera abbastanza caotica fino a quando Presley (in versione grassa tardi anni settanta), abbagliato dalla luce del frigorifero aperto, getta via la vestaglia e rivela di indossare uno dei suoi classici vestiti bianchi decorati da concerto a Las Vegas e si mette a ballare sul tavolo della cucina tra l'ammirazione degli altri. Il "Re" si conferma tale anche in versione casalinga, semplicemente non è mai morto e si nasconde a casa dei Propellerheads!

## Tracce
CD-Single
1. Crash! (Edit) - 3:37
2. You Want It Back (Featuring Jungle Brothers) - 6:00

## Curiosità
- Durante la lavorazione del video, uno dei due Propellerheads, Will White, si ammalò e dovette assentarsi dalle riprese. Per questo motivo nel video, insieme al sosia di Elvis, appare principalmente il solo Alex Gifford con White visibile soltanto all'inizio e alla fine dello stesso.

- Il video è un tributo ad uno storico sketch del duo comico inglese "Morecambe & Wise", ambientato appunto in una cucina all'ora di colazione, nel quale il duo balla su una canzone (The Stripper di David Rose) usando vari cibi ed utensili.

- Leyton Sommers, che nel video interpreta Elvis Presley, in Inghilterra era un apprezzato imitatore del Re del Rock 'n' Roll. È deceduto nel dicembre 1999.